# UNI 10683
L' UNI 10683 è una normativa tecnica italiana che stabilisce i requisiti di installazione per apparecchi di riscaldamento a biomassa solida, con particolare riferimento a legna e altri biocombustibili. Questo standard è finalizzato ad assicurare l'efficienza energetica, la sicurezza e la conformità ambientale degli impianti di riscaldamento.

## Campo di applicazione
La norma si applica a dispositivi con un apporto termico nominale inferiore a 35 kW.

## Effetti giuridici
La norma UNI 10683 in quanto norma tecnica è principalmente destinata ad essere adottata su base volontaria da aziende e professionisti. Questa adozione è un segno di impegno verso standard elevati di qualità e sicurezza, ma non è imposta per legge salvo che non sia espressamente richiamata come obbligo dalla stesa. Il rispetto della norma può essere però utile strumento di perseguimento della diligenza professionale.